# MVP Euroligi

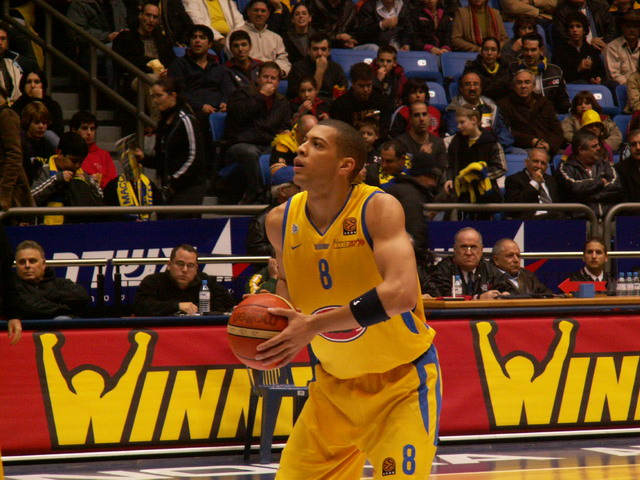
Anthony Parker został pierwszym laureatem nagrody, która uzyskiwał w dwóch pierwszych latach jej istnienia.

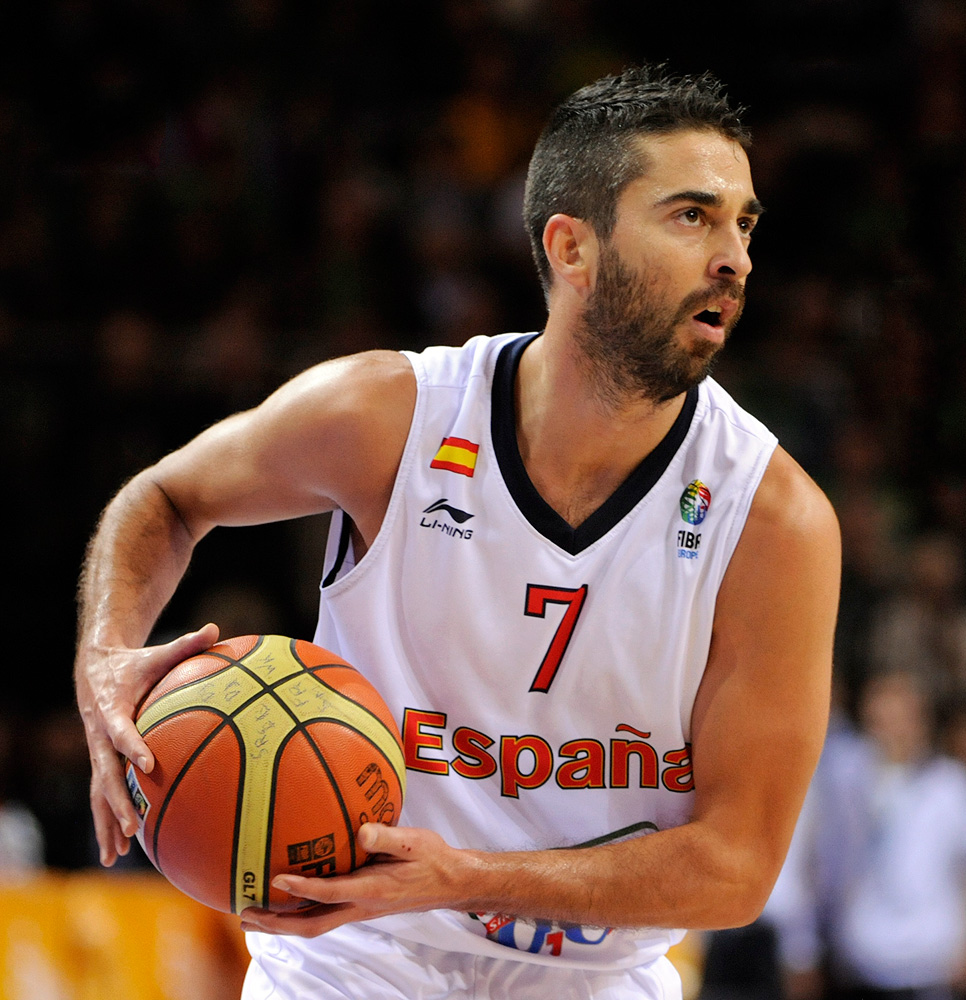
J.C. Navarro został pierwszym hiszpańskim laureatem nagrody (2009).

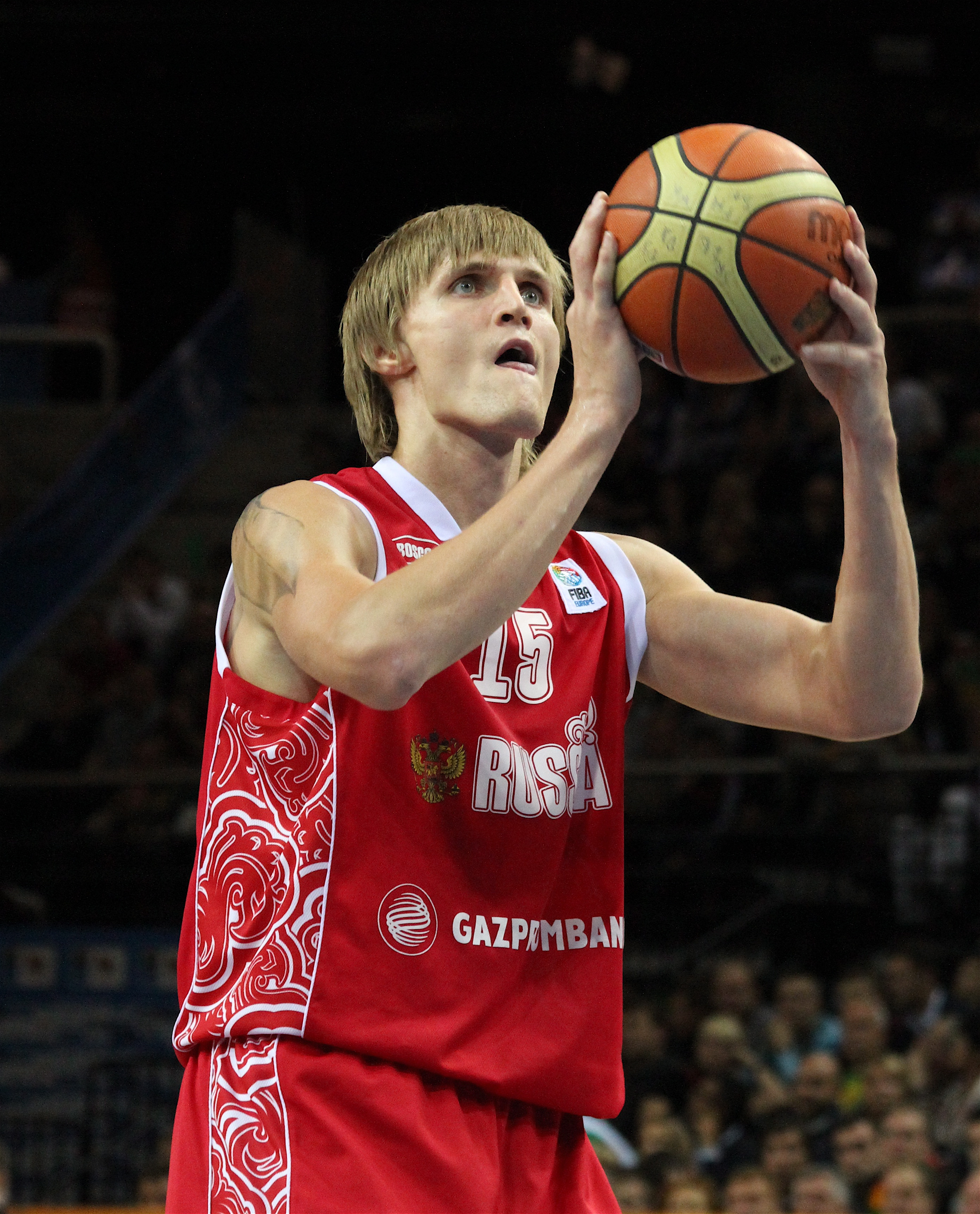
Andriej Kirilenko – pierwszy rosyjski laureat nagrody (2012).

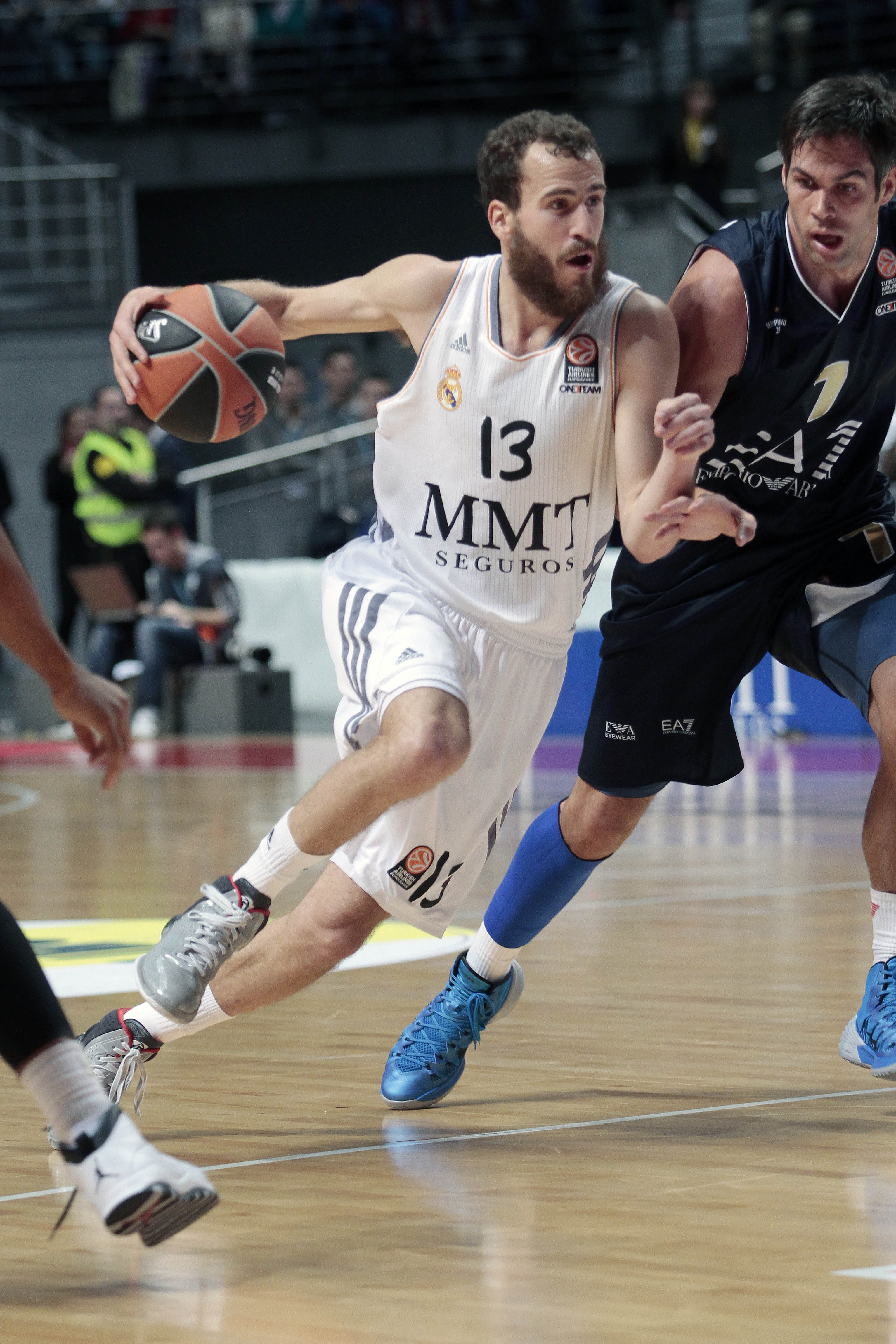
Sergio Rodríguez – laureat z 2014.

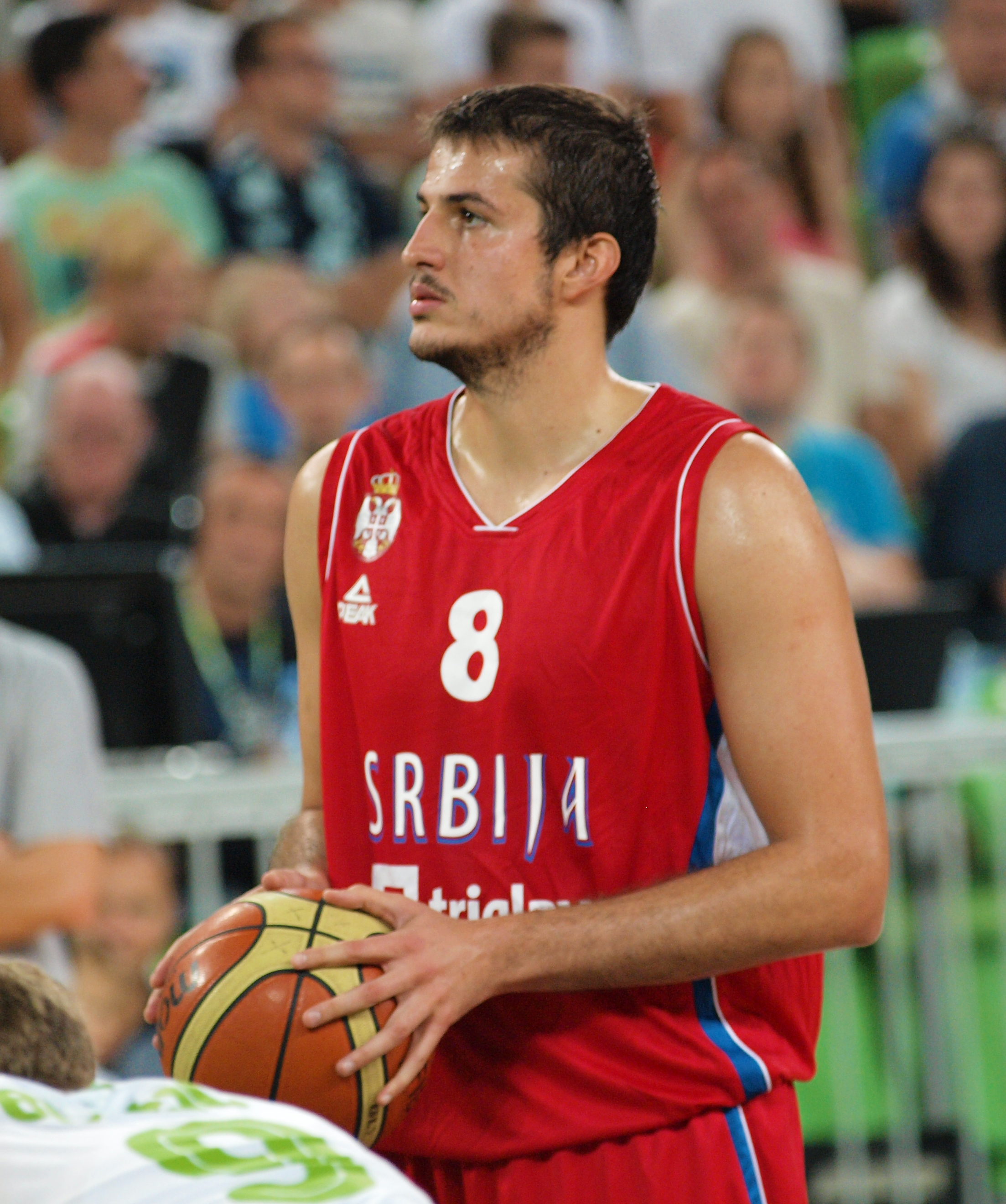
Nemanja Bjelica – drugi serbski zwycięzca w historii.

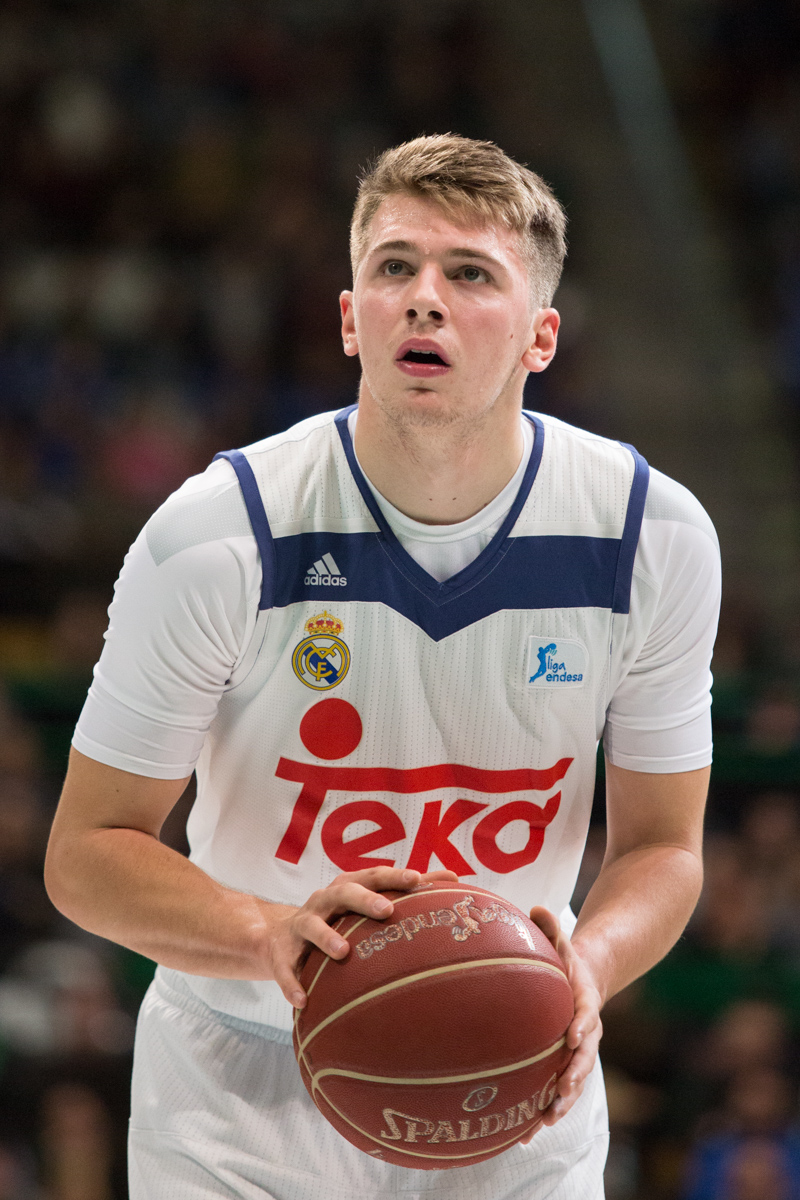
Luka Dončić – najmłodszy laureat nagrody, którą uzyskał w wieku zaledwie 19 lat (2018).

MVP Euroligi – nagroda przyznawana corocznie najbardziej wartościowemu zawodnikowi pełnego sezonu rozgrywek Euroligi. Euroliga reprezentuje najwyższy poziom międzynarodowych rozgrywek klubowych w Europie. Nagrodę zaczęto przyznawać od sezonu 2004/2005. W latach 2001–2004 przyznawano osobno nagrody MVP sezonu regularnego oraz TOP 16. Obecnie nagroda obejmuje zarówno fazę zasadniczą, jak i play-off. 

## Kryteria wyboru
Od 2005 nagroda jest przyznawana przez Euroligę najlepszemu zawodnikowi zarówno sezonu regularnego, jak i play-off. Wcześniej przyznawano ją osobno za sezon regularny i fazę Top 16 play-off. W przeszłości nagrodę przyznawano bardziej w oparciu o statystykę PIR stat, niż proces głosowania. MVP całego sezonu Euroligi stworzono, by połączyć w jedną nagrody przyznawane w latach 2001–2004. Wprowadzono też nagrodę MVP miesiąca.
Obecnie nagrodę MVP przyznaje się w oparciu o proces głosowania. Głosowanie internetowe fanów stanowi 25% sumy całkowitego głosowania. Natomiast głosowanie przedstawicieli mediów stanowi 75% wyniku ostatecznego. Sukcesy zespołu są uznawane nieoficjalnie za jeden z czynników, wpływających na proces głosowania. Od momentu stworzenia nagody w 2004 nie została ona nigdy przyznana zawodnikowi, którego zespół nie wszedł do rozgrywek final four. Nie mniej jednak nie istnieje żadna reguła, uniemożliwiająca laureatowi w przyszłowi uzyskanie jej, mimo iż jego zespół nie dotarł do tej fazy rozgrywek. Zazwyczaj zawodnik, który został zwycięzcą jest zaliczany także do składu najlepszych zawodników Euroligi.

## Laureaci
| Zawodnik (X) | cyfra w nawiasie oznacza kolejny tytuł, uzyskany przez tego samego zawodnika |
|              | oznacza nadal aktywnego zawodnika Euroligi                                   |
|              | Zawodnik, który otrzymał wyróżnienie Legendy Euroligi                        |
|              | oznacza, że klub zdobył mistrzostwo Euroligi w tym samym sezonie             |

| Sezon   | Zawodnik             | Poz. | Nar.              | Klub                | Przyp. |
| ------- | -------------------- | ---- | ----------------- | ------------------- | ------ |
| 2004–05 | Anthony Parker       | SF   | Stany Zjednoczone | Maccabi Tel Awiw    | [ 2 ]  |
| 2005–06 | Anthony Parker (2)   | SF   | Stany Zjednoczone | Maccabi Tel Awiw    | [ 3 ]  |
| 2006–07 | Teodoros Papalukas   | PG   | Grecja            | CSKA Moskwa         | [ 4 ]  |
| 2007–08 | Ramūnas Šiškauskas   | SF   | Litwa             | CSKA Moskwa         | [ 5 ]  |
| 2008–09 | Juan Carlos Navarro  | SG   | Hiszpania         | FC Barcelona        | [ 6 ]  |
| 2009–10 | Miloš Teodosić       | PG   | Serbia            | Olympiakos Pireus   | [ 7 ]  |
| 2010–11 | Dimitris Diamandidis | PG   | Grecja            | Panathinaikos Ateny | [ 8 ]  |
| 2011–12 | Andriej Kirilenko    | SF   | Rosja             | CSKA Moskwa         | [ 9 ]  |
| 2012–13 | Wasilis Spanulis     | G    | Grecja            | Olympiakos          | [ 10 ] |
| 2013–14 | Sergio Rodríguez     | PG   | Hiszpania         | Real Madryt         | [ 11 ] |
| 2014–15 | Nemanja Bjelica      | PF   | Serbia            | Fenerbahçe Ülker    | [ 12 ] |
| 2015–16 | Nando de Colo        | SG   | Francja           | CSKA Moskwa         | [ 13 ] |
| 2016–17 | Sergio Llull         | PG   | Hiszpania         | Real Madryt         | [ 14 ] |
| 2017–18 | Luka Dončić          | SG   | Słowenia          | Real Madryt         | [ 15 ] |
| 2018–19 | Jan Veselý           | PF   | Czechy            | Fenerbahçe          | [ 16 ] |

## Wielokrotne wyróżnienia

### Zawodnicy
| Liczba | Zawodnik       |
| ------ | -------------- |
| 2      | Anthony Parker |

### Narodowość zawodników
| Liczba | Kraj              |
| ------ | ----------------- |
| 3      | Grecja            |
| 3      | Hiszpania         |
| 2      | Serbia            |
| 2      | Stany Zjednoczone |
| 1      | Czechy            |
| 1      | Francja           |
| 1      | Litwa             |
| 1      | Rosja             |
| 1      | Słowenia          |

### Zespoły
| Liczba | Zespół              |
| ------ | ------------------- |
| 4      | CSKA Moskwa         |
| 3      | Real Madryt         |
| 2      | Fenerbahçe          |
| 2      | Maccabi Tel Awiw    |
| 2      | Olympiacos          |
| 1      | FC Barcelona        |
| 1      | Panathinaikos Ateny |